# Bansong-dong
Các khu vực xung quanh và ngôi làng Bansong-dong (반송동) trước kia nằm ở Haeundae-gu, Busan, Hàn Quốc. Nó được đặt tên ban-song (Pinus densiflora cho. Multicaulis) nghĩa là có một cây thông nhỏ vẫn còn phát triển rất tươi tốt trong khu vực này. Bao quanh và bị bao quanh bởi những ngọn đồi ở phía bắc của núi Jang (Jangsan, 장산) và cách xa từ bãi biển Haeundae nổi tiếng, Bansong-dong đã không tham gia vào sự phát triển kinh tế như những nơi khác ở Haeundae-gu. Dân số của ba đơn vị hành chính dong gồm: Bansong 1-dong, Bansong 2-dong và Bansong 3-dong; tạo nên Bansong-dong là khoảng 59.000 người.